# Pharmascience
 (février 2024).
L'article doit être relu — et modifié si nécessaire — par des contributeurs indépendants pour apporter un regard critique aux contributions effectuées en violation des conditions d'utilisation de Wikipédia, tant sur la forme (notamment concernant le style encyclopédique, la proportionnalité) que sur le fond (la neutralité de point de vue, la qualité et l'indépendance des sources).
Pharmascience Inc. est une société pharmaceutique québécoise fondée par les pharmaciens Morris Goodman et Ted Wise en 1983. Pharmascience Inc. a son siège à Montréal.

## Histoire
En 1983, Pharmascience inc. a été fondée par deux pharmaciens, Morris Goodman (d) et Ted Wise. Ses activités de recherche et développement (R&D) ont débuté avec une équipe de cinq employés.
En 1994, l'entreprise commence son expansion à l’international et ouvre un bureau à Kiev, en Ukraine.
En 1996, Pharmascience investit 2 millions de dollars canadiens dans la création de laboratoires de recherche pour une usine pilote à Montréal. En 1998, l'entreprise investit 8 millions de dollars canadiens pour l'acquisition, à l'ouest de Montréal, d'un immeuble destiné à accueillir son siège social, son centre administratif et ses activités d'exploitation,. Un an plus tard, l'organisation a investi 3 millions de dollars pour construire un centre de distribution ultramoderne, en face du siège social de Montréal. Pendant la construction du centre de distribution en 1999, Pharmascience Inc. a annoncé un investissement total de 50 millions de dollars pour agrandir et moderniser son infrastructure et créer 200 nouveaux emplois au cours des cinq prochaines années.
En 2003, a investi 12 millions de dollars pour l'acquisition de Pangeo Pharma, une entreprise pharmaceutique québécoise, et a embauché environ 125 employés.
En 2011, l'entreprise investi 38 millions de dollars pour ouvrir de nouveaux laboratoires à Montréal, ce qui a permis de créer 180 emplois dès l'année suivante. Cette même année, Pharmascience Inc. a acquis Aegera Therapeutics, une société montréalaise de biotechnologie au stade clinique.
L'année suivante, Pharmascience Inc. a inauguré son nouveau centre de distribution à Dorval.La même année, l'entreprise a annoncé son association avec la société sud-coréenne Korea Kolmar Holdings, pour créer Pharmascience Korea et distribuer les produits pharmaceutiques canadiens en Corée du Sud en 2014.
En 2014, Pharmascience inc. fait l’acquisition de Uman Pharma Inc.. Elle modernise ses infrastructures,.
En 2019, Pharmascience inc. a signé un Partenariat de transfert de technologie avec Sama AlFayhaa, la première entreprise pharmaceutique du sud de l’Irak.

## Divisions d'affaires commerciales

### Pharmascience Canada
Pharmascience Canada est une division de Pharmascience Inc. qui offre deux types de produits : les marques privées et les médicaments en vente libre.
La division fabrique également différentes marques OTC : Prospan by Helixia, Lax A Day, Hemovel, Rhinaris et Pediatric Electrolyte for Kids.

### Pendopharm
Pendopharm est une division de Pharmascience Inc. fondée en 2011, qui est responsable de la commercialisation au Canada de produits conçus dans d'autres pays. Outre la commercialisation, la division est impliquée dans l'octroi de licences, les partenariats et le développement de médicaments de prescription spécialisés et de produits de santé grand public.
Pour les produits de prescription, Pendopharm se spécialise dans plusieurs classes thérapeutiques différentes : gastro-entérologie, orthopédie et médecine spécialisée.

### Laboratoires Royalmount
Royalmount Laboratories est une division de Pharmascience Inc. en services analytiques fondée en 2019. Le laboratoire se spécialise dans la bioanalyse et les tests de cannabis. Il est équipé pour répondre aux tests exigés par Santé Canada pour les entreprises légalement autorisées à produire, vendre ou distribuer du cannabis.